# Gammaridae
Gammaridae is een familie van middelgrote vlokreeftjes.

## Kenmerken
Gammariden worden herkend aan de hoekige kop met grote, niervormige ogen, lange antennes, een goed ontwikkelde accessorische flagel en door het urosoom dat op de rug groepen stekels en setae draagt. Uropode 3 is groot, met twee goed ontwikkelde rami (takken). Het telson is gespleten. De meeste soorten hebben een gekromd achterlijf, waarmee ze zich bij dreigend gevaar pijlsnel kunnen lanceren.

## Verspreiding en leefgebied
Deze familie komt algemeen voor in de bovenste getijdenzone, aan zeekusten, in riviermondingen en brak water en zelfs in zoetwaterhabitats, vaak op rottende planten.

## Geslachten
De familie van de vlokreeftjes bestaat uit de volgende geslachten
- Akerogammarus Derzhavin & Pjatakova, 1967
- Albanogammarus Ruffo, 1995
- Amathillina G. O. Sars, 1894
- Anopogammarus Derzhavin, 1945
- Axelboeckia Stebbing, 1899
- Baku Karaman & Barnard, 1979
- Cephalogammarus Karaman & Barnard, 1979
- Chaetogammarus Martynov, 1924
- Comatogammarus Stock, 1981
- Condiciogammarus G. Karaman, 1984
- Dershavinella Birstein, 1938
- Dikerogammarus Stebbing, 1899
- Echinogammarus Stebbing, 1899
- Gammarus Fabricius, 1775
- Gmelina G. O. Sars, 1894
- Gmelinopsis G. O. Sars, 1896
- Ilvanella Vigna-Taglianti, 1971
- Jubeogammarus G. Karaman, 1984
- Jugogammarus S. Karaman, 1953
- Kuzmelina Karaman & Barnard, 1979
- Lanceogammarus Karaman & Barnard, 1979
- Laurogammarus G. Karaman, 1984
- Longigammarus G.S. Karaman, 1970
- Lunulogammarus Krapp-Schickel, Ruffo & Schiecke, 1994
- Lusigammarus Barnard & Barnard, 1983
- Marinogammarus Sexton & Spooner, 1940
- Neogammarus Ruffo, 1937
- Pectenogammarus Reid, 1940
- Rhipidogammarus Stock, 1971
- Sarothrogammarus Martynov, 1935
- Scytaelina Stock, Mirzajani, Vonk, Naderi & Kiabi, 1998
- Shablogammarus Carausu, Dobreanu & Manolache, 1955
- Sinogammarus Karaman & Ruffo, 1994
- Sowinskya Derzhavin, 1948
- Tadzhikistania Barnard & Barnard, 1983
- Tadzocrangonyx Karaman & Barnard, 1979
- Tyrrhenogammarus Karaman & Ruffo, 1989
- Yogmelina Karaman & Barnard, 1979

## In Nederland waargenomen soorten
- Genus: Dikerogammarus
  - Dikerogammarus haemobaphes
  - Dikerogammarus villosus - (Pontokaspische Vlokreeft)
- Genus: Echinogammarus
  - Echinogammarus berilloni
  - Echinogammarus ischnus
  - Echinogammarus marinus
  - Echinogammarus obtusatus
  - Echinogammarus pirloti
  - Echinogammarus stoerensis
  - Echinogammarus trichiatus - (Behaarde Granaatoogvlokreeft)
- Genus: Gammarus
  - Gammarus crinicornis
  - Gammarus duebeni - (Brakwatervlokreeft)
  - Gammarus fossarum
  - Gammarus locusta - (Zeesprinkhaan)
  - Gammarus oceanicus
  - Gammarus pulex - (Zoetwatervlokreeft)
  - Gammarus roeselii
  - Gammarus salinus
  - Gammarus tigrinus - (Tijgervlokreeft)
  - Gammarus zaddachi
- Genus: Incisocalliope
  - Incisocalliope aestuarius - (Estuariene poliepvlo)
- Genus: Obesogammarus
  - Obesogammarus crassus
  - Obesogammarus obesus